# Степан Леонов
Степан Степанович Леонов 2-ри (на руски: Степан Степанович Леонов) е руски офицер, генерал-лейтенант. Участник в Руско-турската война (1877-1878).

## Биография
Степан Леонов е роден е през 1834 г. в семейството на редови донски казак от Донски окръг. Посвещава се на военното поприще. Завършва школа за казашки гвардейски подпрапорщици и кавалер-юнкери. Действителна военна служба започва с производство в първо офицерско звание корнет в лебгвардейския Хусарски полк (1854). Служи в полка до 1870 г. Назначен е същата година за командир на Переяславски драгунски полк.
Участва в Руско-турската война (1877-1878). Повишен е във военно звание генерал-майор с назначение назначен за командир на 1-ва кавалерийска бригада от 8-а кавалерийска дивизия. Проявява се в десанта при Свищов, за което е награден със златно оръжие „За храброст“. Бригадата е включена в състава на Русчушкия отряд с командир престолонаследника Александър Александрович. Командир на авангарда на отряда. Издържа с чест 12-часовия бой при Кашъкбаир и Карахасанкьой. Редом до него се бие храбро и неговият по-възрастен брат генерал-майор Николай Леонов, който е командир на2-ра гвардейска кавалерийска бригада от 2-ра гвардейска кавалерийска дивизия. Награден е с Орден „Свети Станислав“ I ст. и златно оръжие „За храброст“.
След войната е командир на Кавказката запасна кавалерийска бригада (1879) и 2-ра кавказка кавалерийска дивизия (1884). Повишен е във военно звание генерал-лейтенант и назначен за командир на 17-и армейски корпус.
Родство: брат генерал-майор Николай Леонов.